# Stepan Stecenko
Stepan Omelanowycz Stecenko (ukr. Степа́н Омеля́нович Стеце́нко, ros. Степан Емельянович Стеценко, ur. 9 grudnia?/22 grudnia 1903 w stacji Stojanowka w guberni chersońskiej, zm. 9 listopada 1989 w Kijowie) – polityk Ukraińskiej SRR.

## Życiorys
Od 1920 do 1922 służył w Armii Czerwonej, 1922-1923 był słuchaczem szkoły budownictwa radzieckiego i partyjnego w Jelizawietgradzie (obecnie Kropywnycki), po czym został działaczem związkowym i komsomolskim, a w 1926 również partyjnym (po przyjęciu go do WKP(b)). W 1931 został redaktorem gazety "Zinowjewskij Proletarij" w Zinowjewsku (obecnie Kropywnycki), pełniąc tę funkcję przez rok, potem został kierownikiem jednego z wydziałów Komitetu Miejskiego KP(b)U w Ługańsku, następnie do 1937 był II sekretarzem tego komitetu, a 1937-1938 sekretarzem komitetu fabrycznego KP(b)U fabryki parowozów im. Rewolucji Październikowej w Woroszyłowgradzie (obecnie Ługańsk). 1 czerwca 1938 podczas wielkiego terroru został aresztowany i uwięziony, 18 marca 1940 wypuszczony, po czym objął funkcję kierownika obwodowego oddziału przemysłu leśnego w Woroszyłowgradzie. Po ataku Niemiec na ZSRR pozostał w Donbasie, od lipca 1942 do lutego 1943 był I sekretarzem Podziemnego Komitetu Obwodowego KP(b)U, od lutego 1943 do 1947 był sekretarzem Komitetu Miejskiego KP(b)U w Woroszyłowgradzie, a 1948-1950 przewodniczącym Komitetu Wykonawczego Woroszyłowgradzkiej Rady Obwodowej. Następnie został przeniesiony do Czernihowa jako I sekretarz Komitetu Miejskiego KP(b)U, potem w 1955 pełnił funkcję inspektora KC KPU, od 1955 do stycznia 1963 był II sekretarzem Komitetu Obwodowego KPU w Czerkasach, jednocześnie od 21 stycznia 1956 do 17 marca 1971 wchodził w skład Komisji Rewizyjnej KPU. Od stycznia 1963 do 1967 był przewodniczącym Komitetu Wykonawczego Czerkaskiej Wiejskiej Rady Obwodowej/Czerkaskiej Rady Obwodowej, od kwietnia 1967 do 1975 I zastępcą przewodniczącego Rady Najwyższej Ukraińskiej SRR, a od 20 marca 1971 do 10 lutego 1976 członkiem KC KPU, w 1975 przeszedł na emeryturę.